# Parys (miasto)
Parys – miasto, zamieszkane przez 8071 ludzi (2011), w Republice Południowej Afryki, w prowincji Wolne Państwo.
Parys jest położone nad brzegiem rzeki Vaal, 120 km na południe od Johannesburga. Jego nazwa jest afrykanersko wymawianą nazwą Paryża.